# Милюков, Павел Николаевич
Па́вел Никола́евич Милюко́в (15 (27) января 1859, Москва — 31 марта 1943, Экс-ле-Бен) — русский либеральный политический деятель, историк и публицист. Лидер Конституционно-демократической партии (Партии народной свободы, кадетской партии). Министр иностранных дел Временного правительства в 1917 году. Почётный доктор Кембриджского университета (1916).

## Происхождение
Происходил из старинного дворянского рода Милюковых, восходящего к участнику Куликовской битвы Семёну Мелику (Милюку). Сын архитектора Николая Павловича Милюкова (1826—1878/79) и жены его Марии Аркадьевны Султановой. Младший брат — архитектор Алексей Милюков (1861—1913), двоюродный брат — архитектор Николай Султанов.

## Образование
Окончил 1-ю Московскую гимназию с серебряной медалью. Летом 1877 года во время Русско-турецкой войны 1877—1878 годов находился в Закавказье в качестве казначея войскового хозяйства, а затем уполномоченного московского санитарного отряда.
Окончил историко-филологический факультет Императорского Московского университета (1882; исключался за участие в студенческой сходке в 1881 году, восстановлен в следующем году). В университете был учеником В. О. Ключевского и П. Г. Виноградова. В студенческие годы после смерти отца, чтобы обеспечить семью, давал частные уроки. Был оставлен при университете для подготовки к профессорскому званию.
Магистр русской истории (1892; тема диссертации: «Государственное хозяйство России первой четверти XVIII века и реформа Петра Великого»). Докторскую диссертацию не защищал (существует версия, что это было результатом отказа присудить ему сразу докторскую степень за магистерскую диссертацию — за это выступали многие члены учёного совета, но против выступил В. О. Ключевский, после чего отношения между ним и Милюковым были испорчены).

## Историк
С начала 1890-х годов — член Общества истории и древностей российских, Московского археологического общества, Общества естествознания, географии и археологии. Вёл просветительскую деятельность в Московском комитете грамотности, в Комиссии по самообразованию.
В своей магистерской диссертации «Государственное хозяйство в России в первой четверти XVIII столетия и реформа Петра Великого» раскрыл связь петровских реформ в области государственного устройства с податной и финансовой системами, а также деятельностью административных органов. Выступая против крайних оценок Петра I как главного реформатора, Милюков утверждал, что его реформы являются выражением логики внутреннего развития России, а также высказал мысль о том, что реформы Петра I были процессом спонтанным, подготовленным ходом времени, а не запланированным изначально. Утверждал, что сфера влияния Петра была весьма ограниченной; реформы разрабатывались коллективно, а конечные цели преобразований осознавались царём лишь частично, да и то опосредованно ближайшим окружением. Эта работа впоследствии была удостоена премии им. С. Соловьёва.

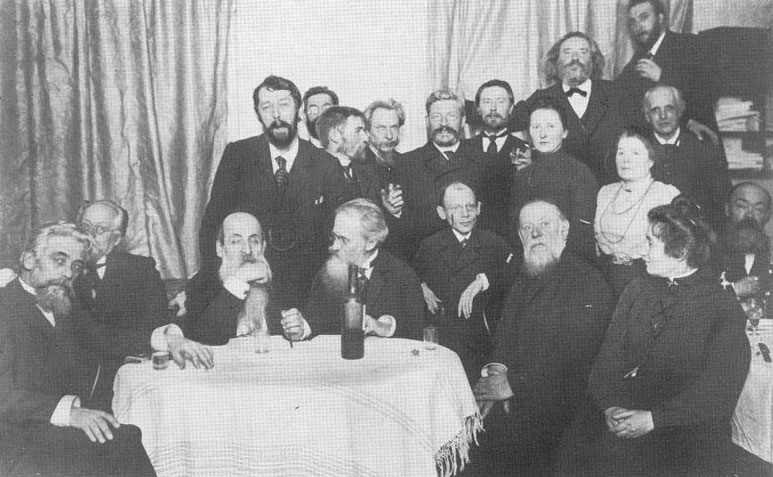
Милюков среди сотрудников и редакторов журнала «Русское богатство»

Главный исторический труд Милюкова — «Очерки по истории русской культуры». В первом выпуске изложены «общие понятия» об истории, её задачах и методах научного познания, определены теоретические подходы автора к анализу исторического материала, содержатся очерки о населении, экономическом, государственном и социальном строе. Во втором и третьем выпусках рассматривается культура России — роль церкви, веры, школы, различных идеологических течений.
В «Очерках» показал большую роль государства в формировании русского общества, утверждая, что Россия, несмотря на свои особенности, шла европейским путём развития, а также привёл свои доводы относительно приспособляемости русского «национального типа» к заимствованным общественным институтам. Полагая, что «существует ряд основных закономерных эволюций разных сторон социальной жизни», Милюков не считал возможным объяснять исторический процесс развитием производства или «духовным началом». Он стремился рассматривать единую историю как ряд взаимосвязанных, но разных историй: политической, военной, культурной и т. д.
Основным историографическим трудом Милюкова стала книга «Главные течения русской исторической мысли», представлявшая собой переработанный и дополненный курс университетских лекций. В книге содержится анализ эволюции русской исторической науки XVII — первой трети XIX века.
Как писал историк Венедикт Мякотин:

Первое, что бросается в глаза всякому, кто следил за научным путём П. Н. и, в частности, за его трудами по русской истории, это необыкновенная широта его научных интересов. Археология, этнография, лингвистика, история хозяйства, социального быта, политических учреждений и политической мысли, история культуры в тесном смысле этого слова, история церкви, школы и науки, литературы, искусства, философии — всё это привлекало внимание Милюкова и останавливало на себе его пытливый взгляд исследователя, все эти далеко стоящие один от другого ряды явлений подвергал он своему анализу. И, надо прибавить, во всех этих областях он являлся не случайным гостем, а хозяином, всюду охватывал всё, что сделано было исторической наукой до него, и стоял на высоте современных её достижений.

В 1886—1895 годах Милюков — приват-доцент Московского университета, где читал спецкурсы по историографии и исторической географии; одновременно преподавал историю в 4-й женской гимназии и на Высших женских курсах, вёл занятия по истории и истории русской литературы в Земледельческом училище. Жил на улице Плющиха, в доме подполковника Алексея Алексеевича Бартенева (№ 32, кв. 5); бывший студентом А. А. Кизеветтер вспоминал: 

Его скромная квартира походила на лавочку букиниста. Там нельзя было сделать ни одного движения, не задев за какую-нибудь книгу. Письменный стол был завален всевозможными специальными изданиями и документами. В этой обстановке мы просиживали вечера за приятными и интересными беседами
18 марта 1895 года за «намёки на общие чаяния свободы и осуждение самодержавия», которые содержались в лекции, прочитанной в Нижнем Новгороде, был отстранён департаментом полиции от преподавания в Московском университете в связи с «крайней политической неблагонадёжностью». Следствие, проведённое «по всем правилам искусства» товарищем прокурора Московского окружного суда А. А. Лопухиным, закончилось, по словам Милюкова, «обычным решением, когда состава преступления не находили: административной высылкой». Ему запретили преподавать в других учебных заведениях и сослали в Рязань, где он участвовал в археологических раскопках и начал работу над «Очерками по истории русской культуры».
В 1897 году был приглашён в Софийское высшее училище для чтения лекций по истории и выехал в Болгарию, но уже в 1898 году по требованию русского посланника Г. П. Бахметева его отстранили от преподавания. Участвовал в археологической экспедиции в Македонии, где был открыт некрополь гальштатского типа, публиковал «Письма с дороги» в «Русских ведомостях» (1897—1899).

## Политический деятель
В 1899 году вернулся в Россию, в 1901 году за оппозиционную деятельность несколько месяцев провёл в тюрьме. Публиковал статьи в оппозиционном эмигрантском журнале «Освобождение», стал одним из признанных идеологов российского либерализма. В 1903 году, и в 1904—1905 годах посещал Соединённые Штаты Америки, где читал лекции в Чикагском университете (1903, 1904—1905), а также в Бостоне в Lowell Institute (1904). В сентябре 1904 года принял участие в Парижской конференции российских оппозиционных и революционных партий от либерального Союза освобождения. В 1905 году, получив известия о «кровавом воскресенье» 9 января 1905 года, вернулся в Россию. В мае — августе 1905 года был председателем Союза союзов — объединения профессиональных организаций, находившихся в оппозиции к правительству.

### Лидер кадетской партии

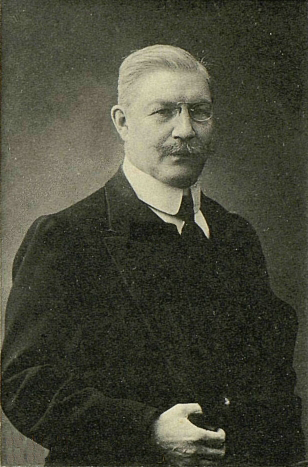
Депутат Третьей Думы, 1910

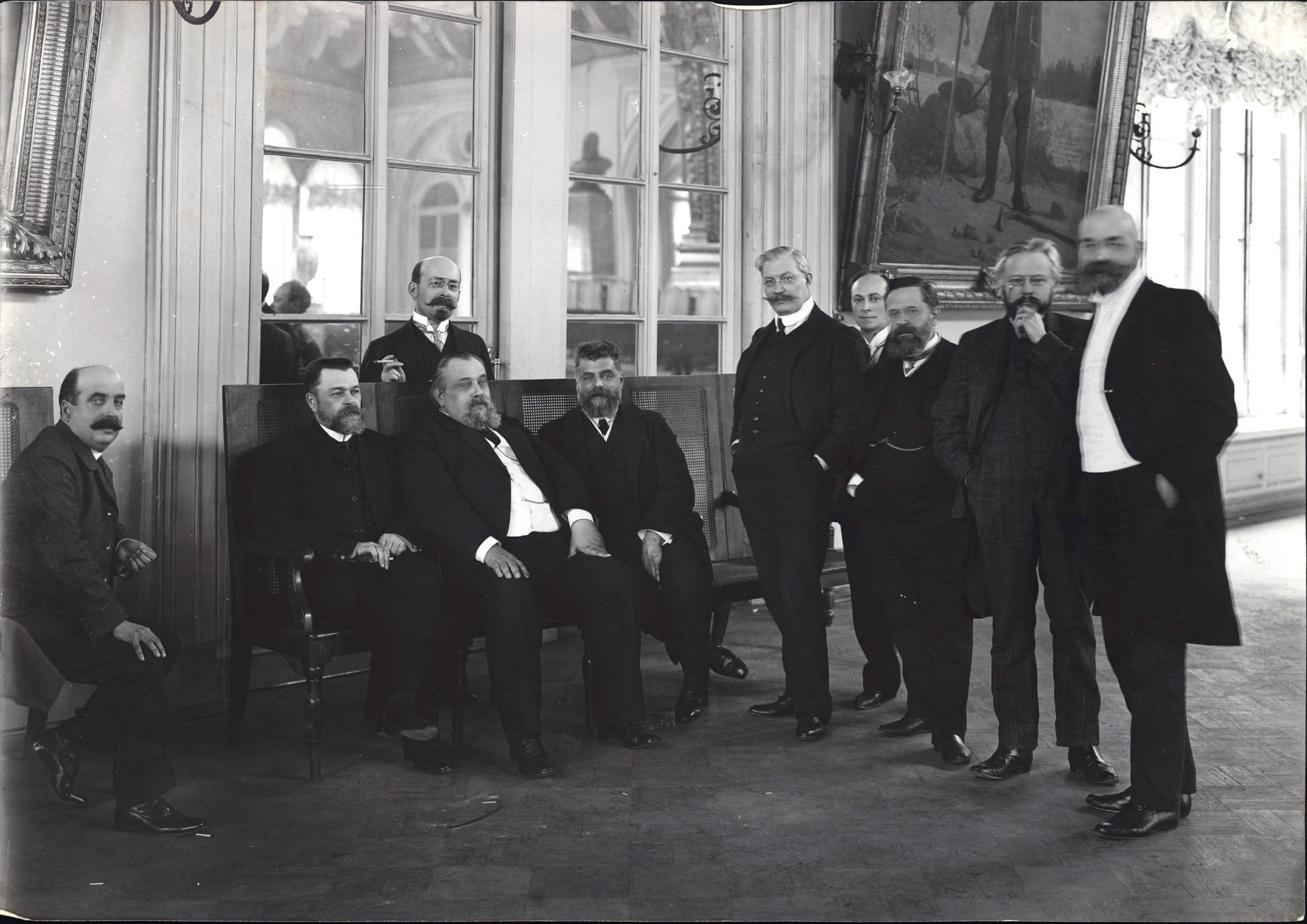
Депутаты Государственной думы 1-го созыва и члены партии кадетов. П. Н. Милюков — стоит второй слева

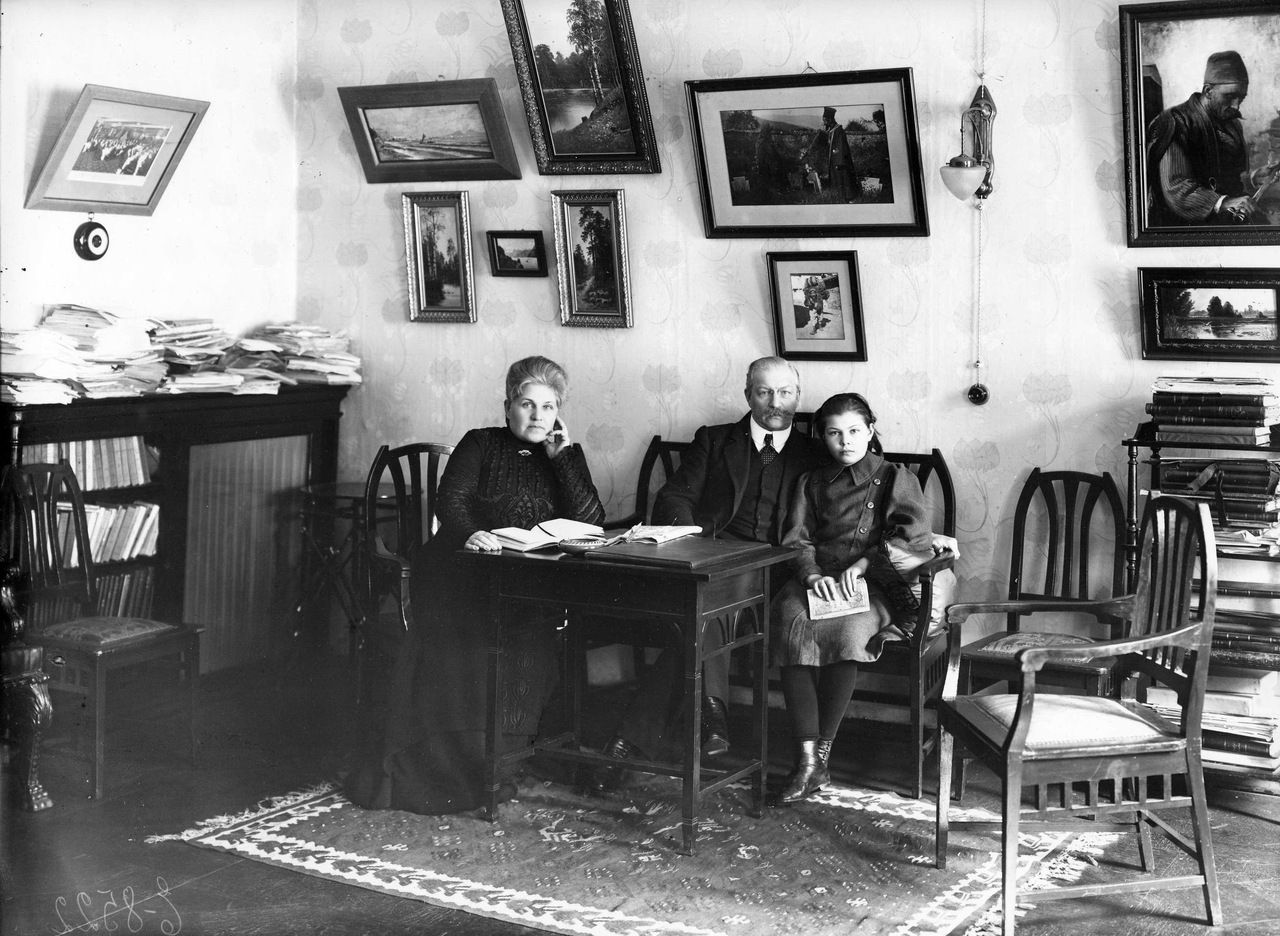
Павел Милюков с женой и дочерью, 1912 г.

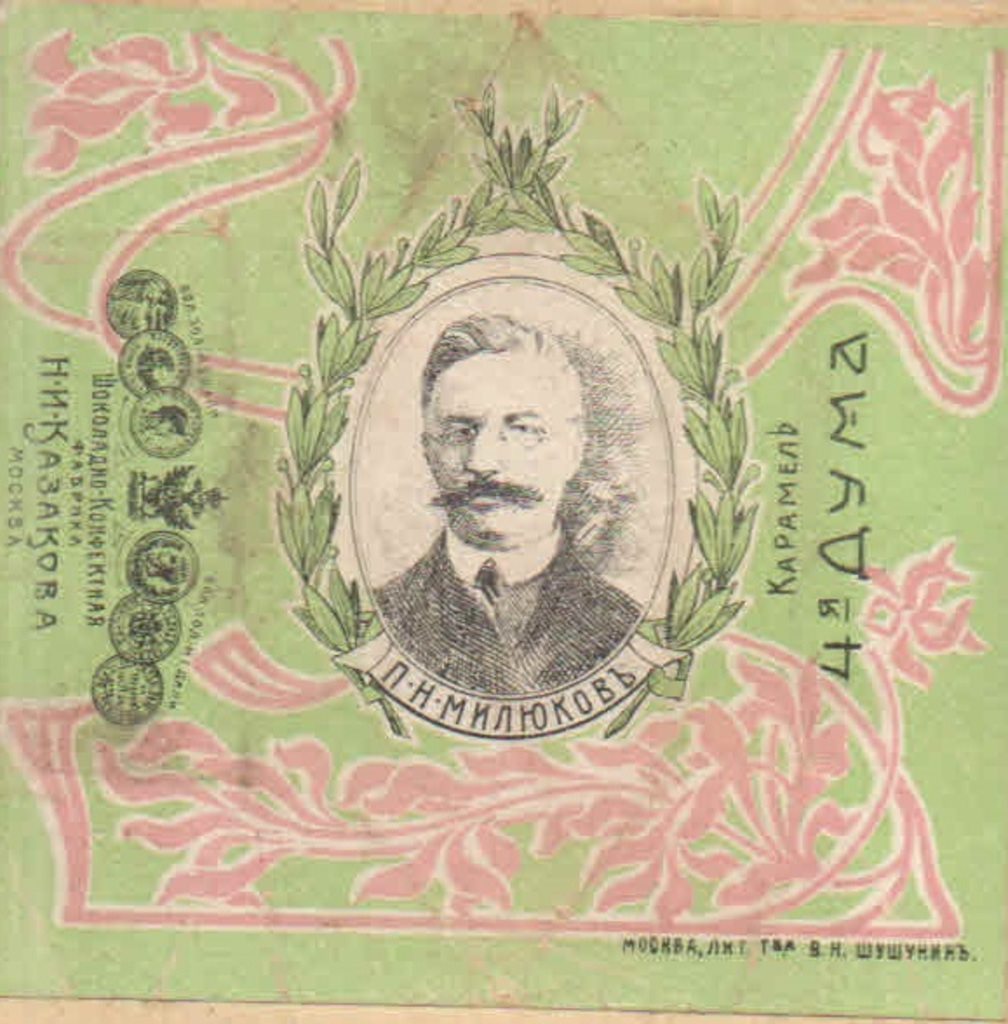
Этикетка карамели «4-я Дума» с портретом П. Н. Милюкова

В октябре 1905 года стал одним из основателей Конституционно-демократической партии (Партии народной свободы), с марта 1907 года — председатель Центрального комитета этой партии. Был признанным лидером кадетов, во время дискуссий между членами партии обычно занимал центристские позиции. Член ЦК кадетской партии А. В. Тыркова писала: «В партии было много незаурядных людей. Милюков поднялся над ними, стал лидером прежде всего потому, что крепко хотел быть лидером. В нём было редкое для русского общественного деятеля сосредоточенное честолюбие. Для политика это хорошая черта». Являлся одним из авторов программы партии, считал, что Россия должна быть «конституционной и парламентской монархией». Был одним из редакторов партийной газеты «Речь», автором большинства её передовых статей. После роспуска I Государственной думы в 1906 году — один из авторов «Выборгского воззвания», в котором содержался призыв к гражданскому неповиновению. Однако, так как он не был избран депутатом, то воззвание не подписал и в результате получил возможность продолжать политическую деятельность (все подписавшиеся были осуждены к тюремному заключению и потеряли право избираться в Думу).
В 1907—1917 годах — член Государственной думы III и IV созывов от города Санкт-Петербурга. Руководил работой кадетской фракции, которая позиционировала себя как «оппозиция Его Величества» (а не «Его Величеству»). Много выступал в Думе по внешнеполитическим вопросам, в том числе по ситуации на Балканах. Тяжело переживал так называемый «скандал Бухлау» и поражение России в ходе Боснийского кризиса 1908—1909 годов, а затем активно содействовал отставке виновного в этом провале министра иностранных дел Извольского. Критиковал также и внутриполитический курс правительства. В 1913 году был членом от России в «Комиссии Фонда Карнеги», ставившей своей целью урегулирование напряжённости на Балканах; активно проводил в Комиссии проболгарскую и антисербскую политику, ухудшив тем самым отношение к России в Сербии и в Греции.
После начала Первой мировой войны — сторонник «войны до победного конца» (получил прозвище «Милюков-Дарданелльский» — за требования передать России после войны контроль над проливами Босфор и Дарданеллы), в 1914—1915 годах считал возможным соглашение с правительством на патриотической основе. С 1915 года, после поражений русской армии, вновь в решительной оппозиции правительству, которое считал неспособным обеспечить победу в войне.
В воспоминаниях бывших полицейских чинов Российской империи, придерживавшихся монархически-самодержавных взглядов, деятельность Милюкова в 1905—1917 годах получила негативную оценку. Так, по утверждению бывшего начальника Петербургского охранного отделения А. В. Герасимова, во время революции 1905 года при переговорах со Столыпиным Милюков заявил, что в случае назначения правительства из членов Думы, оно не остановится перед принятием самых серьёзных мер и, в случае нарушения закона, будет готово ставить «гильотины на площадях и беспощадно расправляться со всеми, кто ведёт борьбу против опирающегося на народное доверие правительства». По словам Герасимова, эта мысль Милюкова очень заинтересовала Столыпина: «Гильотины не гильотины, а о чрезвычайных мерах подумать можно». Согласно воспоминаниям бывшего директора Департамента полиции А. Т. Васильева, некие «агенты» сообщили ему, что Милюков часто проводит время у английского посла Бьюкенена. Исходя из этих данных Васильев сделал выводы о том, что «травля правительства» в Государственной Думе со стороны Гучкова, Милюкова и Поливанова координировалась английским посольством. Современный российский историк А. В. Шубин полагает, что консультации иностранных дипломатов с представителями думской оппозиции, проходившие накануне революции 1917 года, являлись обычной дипломатической практикой и не свидетельствуют о том, что Великобритания и Франция были заинтересованы в революции и поддерживали её осуществление в России. Милюков также часто подвергался критике со стороны левых политических сил. Член ЦК кадетской партии А. В. Тыркова так вспоминала о взаимоотношениях Милюкова с левыми политическими деятелями:

С левыми Милюков на митингах не церемонился. Они платили ему тем же, налетали на него как петухи. <..> У Милюкова завелся свой специальный хулитель. Часто на митинге после речи Милюкова от группы социалистов стремительно отрывался плечистый низкорослый человек в блузе. На трибуну он никогда не подымался, останавливался около её ступенек и с перекошенным от митинговой ярости лицом, стиснув, как хороший бульдог, зубы, бросал в толпу высоким тенором: — Надо иметь государственное невежество какого-то Милюкова, чтобы воображать, что русский пролетариат ограничится кадетскими подачками…<..> Будущий советский сановник скрывал тогда свое настоящее имя под партийной кличкой товарищ Абрам. Этот товарищ Абрам преследовал Милюкова от митинга до митинга, как тень или верная жена.<..> Настоящая фамилия Абрама была Крыленко. — А. В. Тыркова-Вильямс. «На путях к свободе». Нью-Йорк, 1952.

### «Глупость или измена?»

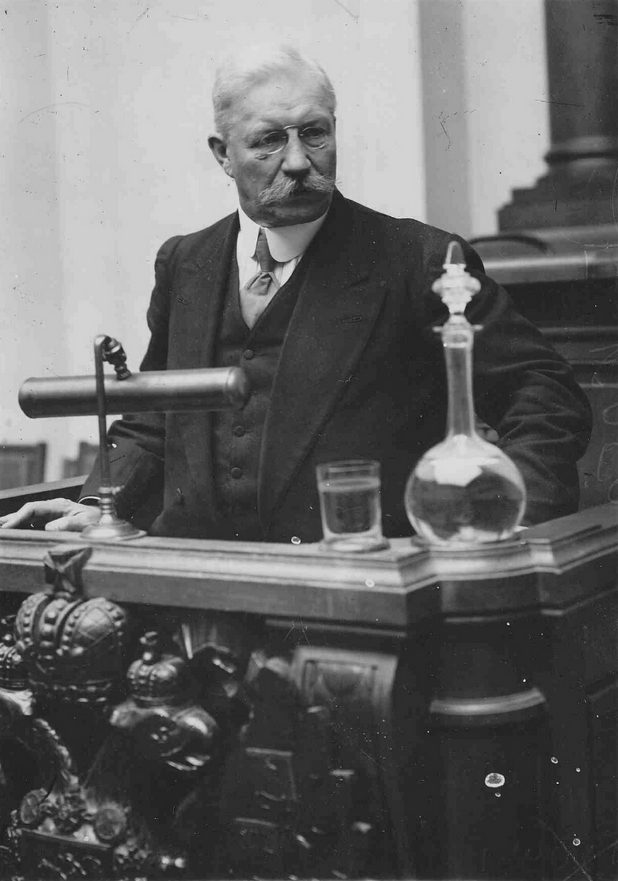
Павел Милюков во время выступления в Государственной Думе, 1915

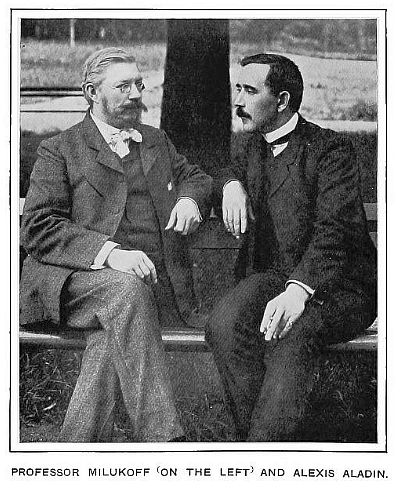
Милюков и Алексей Аладьин

Осенью 1916 года члены «Прогрессивного блока» Государственной Думы начали подготовку к 5-й сессии Думы, открывающейся 1 ноября. Одним из главных требований блока было создание «Ответственного правительства» — правительства, подотчётного парламенту, которое, по их мнению, обеспечивало бы гораздо более эффективное управление страной. Главными причинами для критики царского правительства члены блока считали разразившийся в стране продовольственный кризис, перебои со снабжением военных предприятий топливом и срывы железнодорожных перевозок. После дискуссий и встреч с чиновниками, в ходе которых было выяснено, что ни на какие уступки правительство не пойдёт, было решено выступить на сессии с широкой критикой действующего правительства. Разработка общей декларации блока была поручена П. Н. Милюкову. Тема военных неудач была близка Милюкову: в 1915 г. его младший сын Сергей был убит на австрийском фронте.
Желание левой части блока внести в декларацию обвинения правительству, содержащие упоминание об измене вызывало серьёзные дискуссии. Слухи об измене царского правительства в пользу Германии, в основном связанные с императрицей Александрой Фёдоровной и Распутиным, уже давно циркулировали в русском обществе, однако далеко не все члены Думы верили в него, кроме того подобные публичные заявления ставили бы блок под угрозу. Также существовали опасения, что подобные заявления негативно повлияют на общественные настроения в стране. Так, сторонник блока генерал И. В. Гурко заявлял: «Пускать мысль об измене — и есть увеличение смуты в стране. Не задача Государственной думы это усиливать. Ставьте правительству в вину всё — Сухомлинова, Манасевича. Но эта „измена“ будет понята иначе». Милюков настаивал на резком тоне: «вести общие прения в первом же заседании, обставить это технически, идти на остановки и даже на белые полосы. Красная нить — наш патриотизм». Как отмечал В. В. Шульгин «в конце концов победило компромиссное решение. В резолюцию всё же было включено слово „измена“, но без приписывания измены правительству со стороны Думы. Было сказано, что действия правительства нецелесообразные, нелепые и какие-то ещё привели наконец к тому, что роковое слово „измена“ ходит из уст в уста». Главным требованием оппозиции провозглашалась отставка председателя Совета министров Штюрмера. В итоге речь Милюкова отличалась от общей декларации блока.
1 ноября 1916 года Милюков с трибуны IV Государственной думы произнёс обличительную речь, в ней были описаны факты неподготовленности России к войне, преступной халатности и коррупции должностных лиц, в частности, военного министра Сухомлинова, была обоснована идея необходимости создания ответственного министерства из представителей думской оппозиции. Апофеозом речи было обвинение, выдвинутое непосредственно против царской семьи и её окружения:
Павел Милюков: «Я вам называл этих людей — Манасевич-Мануйлов, Распутин, Питирим, Штюрмер. Это та придворная партия, победою которой, по словам „Нойе Фрайе Прессе“, было назначение Штюрмера: „Победа придворной партии, которая группируется вокруг молодой Царицы“».
Последняя фраза была произнесена Милюковым по-немецки и являлась цитатой из австрийской газеты Neue Freie Presse. Это было сделано для того, чтобы председатель заседания Думы Варун-Секрет, не знавший немецкого языка, не остановил Милюкова и не лишил слова за оскорбление величества.
Речь Милюкова постоянно прерывалась выкриками депутатов-черносотенцев Замысловского и Маркова Второго, обвинявших Милюкова во лжи. Перечислив злоупотребления и ошибки царского правительства, Милюков закончил свою речь риторическим вопросом: «Что это — глупость или измена?», который являлся перифразом слов военного министра Д. С. Шуваева, который на обвинение его в шпионаже в пользу немцев, ответил: «Я, может быть, дурак, но я — не изменник!». Фраза стала крылатой, таким образом Милюков просто перефразировал известное выражение.
Речь была запрещена к опубликованию цензурой, однако стала распространяться в списках. В них содержались добавления, которых не было в оригинальной речи, в том числе и обвинения в адрес императрицы в шпионаже из-за её немецкого происхождения. Общественный резонанс от речи был столь велик, что даже привёл к отставке Штюрмера.
Уже после революции в правой прессе стали появляться утверждения о том, что при помощи данной речи Милюков специально подготавливал революцию, клеветнически обвиняя императорскую семью. Так, в консервативной эмигрантской газете «Зарницы» была опубликована фальшивка, получившая название «Письмо Милюкова неизвестному», в которой утверждалось, что Милюков сознательно использовал ложь с целью подготовки к государственному перевороту, о чём якобы впоследствии сожалел; в частности, был опубликован следующий отрывок из письма:
«Вы знаете, что твёрдое решение воспользоваться войною для производства переворота было принято нами вскоре после начала этой войны. Заметьте также, что ждать больше мы не могли, ибо знали, что в конце апреля или начале мая наша армия должна была перейти в наступление, результаты коего сразу в корне прекратили бы всякие намёки на недовольство и вызвали бы в стране взрыв патриотизма и ликования». Русский еженедельник "Зарницы" № 23 (Константинополь, София, 1921)

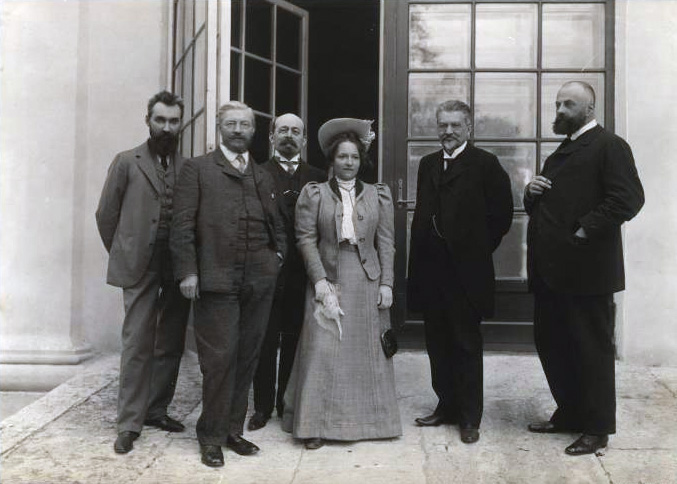
Руководители Партии народной свободы: П. И. Новгородцев, П. Н. Милюков, В. И. Гессен, А. И. Блюменфельд (жена Гессена), И. И. Петрункевич, кн. Павел Д. Долгоруков

Данное письмо появилось ещё в 1917 г. и тогда же было разоблачено самим Милюковым как фальшивка. Среди прочих аргументов, Милюков также высказал собственное видение своей роли в организации революции:
Не мы (кадеты) на этот путь вступили, и не от нашего согласия это вступление зависело конкретно. Переворот случился не тогда и не так, как мы бы того хотели. На него вступила история — потому что в России, как и везде на свете, она не толчётся на месте, а течёт по руслу закономерного развития.
Фальшивка получила широкое распространение в современной российской исторической мифологии, время от времени её демонстрируют в документальных фильмах как часть «воспоминаний Милюкова».

### Министр иностранных дел

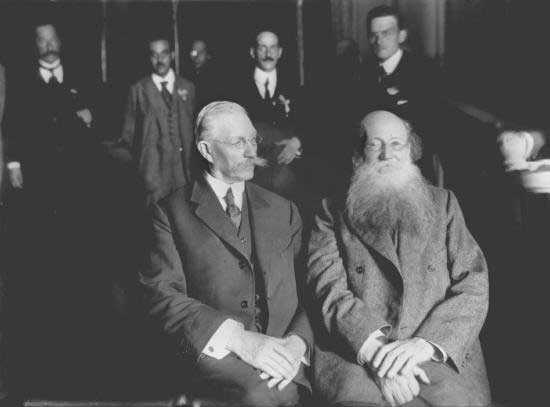
Павел Милюков и Пётр Кропоткин — участники Государственного совещания. Москва, 1917

После отречения Николая II в результате Февральской революции Милюков был членом Временного комитета Государственной думы, выступал за сохранение в стране конституционной монархии, однако большинство лидеров «Прогрессивного блока» высказались против.
В первом составе Временного правительства (март—май 1917 года) был министром иностранных дел. Одним из первых распоряжений Милюкова на посту было распоряжение посольствам оказывать помощь возвращению в Россию эмигрантов-революционеров. На посту главы МИДа вступал в конфликты с лидерами социалистических партий по вопросу предоставления автономии национально-территориальным областям России, в частности по вопросу автономии Украины. Выступал против предоставления каких-либо политических прав отдельным национальностям России, против её федерализации. На 8-м съезде кадетской партии в мае 1917 года, обсуждая реформу местного самоуправления, заявил, что:
Сохранение государственного единства России — это тот предел, которым диктуется крайнее решение партии.
Выступал за выполнение Россией своих обязательств перед союзниками по Антанте и, следовательно, за продолжение войны до победного конца. Его нота с изложением этой позиции, отправленная союзникам 18 апреля, вызвала негодование левой части политического спектра — большевики и их союзники устроили демонстрации в столице. Воспользовавшись возникшим кризисом, оппоненты Милюкова в правительстве, в частности, Г. Е. Львов и А. Ф. Керенский добились создания коалиционного кабинета министров с социалистами, в котором Милюкову был отведён второстепенный пост министра народного просвещения. Милюков отказался от этой должности и вышел из состава правительства.
Продолжил политическую деятельность в качестве лидера кадетской партии, поддерживал Корниловское движение (после поражения Корниловского выступления был вынужден уехать из Петрограда в Крым), резко негативно отнёсся к приходу к власти большевиков, был последовательным сторонником вооружённой борьбы с ними.

### Гражданская война
Был избран в Учредительное собрание, но в его деятельности не участвовал, так как уехал на Дон, присоединившись к Алексеевской организации, по прибытии на Дон генералов Корнилова, Деникина, Маркова преобразованной в Добровольческую армию. В январе 1918 года входил в состав Донского гражданского совета.
Затем переехал в Киев, где в мае 1918 года начал переговоры с германским командованием, которое рассматривал как потенциального союзника в борьбе с большевиками. Поскольку переговоры не были поддержаны большинством кадетов, Милюков сложил с себя обязанности председателя ЦК партии (позднее он признал переговоры ошибочными).

### Деятельность в эмиграции

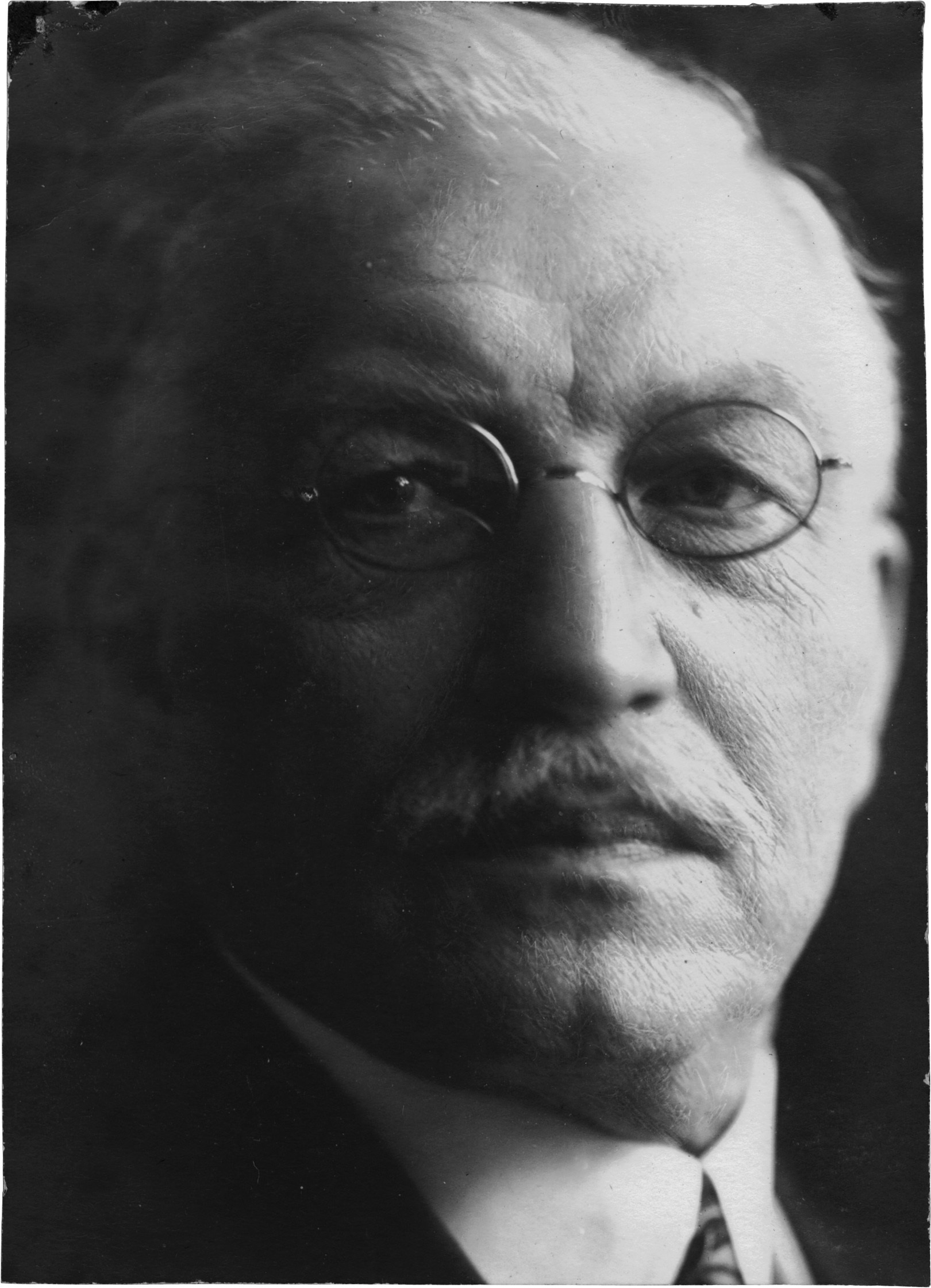
П. Н. Милюков в эмиграции

В ноябре 1918 года выехал в Турцию, а оттуда — в Западную Европу, чтобы добиться от союзников поддержки Белого движения. Жил в Англии, с 1920 года — во Франции, где возглавлял Союз русских писателей и журналистов в Париже и Совет профессоров во Франко-русском институте. Разработал «новую тактику», направленную на внутреннее преодоление большевизма, отвергавшую как продолжение вооружённой борьбы внутри России, так и иностранную интервенцию. Считал необходимым союз с социалистами на основе признания республиканского и федеративного порядка в России, уничтожения помещичьего землевладения, развития местного самоуправления. Против «новой тактики» выступили многие коллеги Милюкова по партии — в результате в июне 1921 года он вышел из неё, став одним из лидеров Парижской демократической группы Партии народной свободы (с 1924 года — Республиканско-демократическое объединение). Подвергался нападкам со стороны монархистов за участие в организации революции, 28 марта 1922 года его пытались убить (тогда Милюков остался жив, но погиб известный деятель кадетской партии В. Д. Набоков, отец писателя Владимира Набокова).
С апреля 1921 по июнь 1940 года редактировал выходившую в Париже газету «Последние новости» — одно из наиболее значимых печатных изданий русской эмиграции. В 1937—1939 годах был также главным редактором журнала «Русские записки». В эмиграции занимался историческими исследованиями, опубликовал «Историю второй русской революции», труды: «Россия на переломе», «Эмиграция на перепутье», начал писать «Воспоминания», оставшиеся незавершёнными.
Продолжал критически относиться к большевикам, но поддерживал внешнюю политику И. В. Сталина — в частности, одобрял войну с Финляндией, заявив: «Мне жаль финнов, но я — за Выборгскую губернию». В канун Второй мировой войны утверждал, что «в случае войны эмиграция должна быть безоговорочно на стороне своей родины». Во время войны был решительным противником Германии, незадолго до смерти искренне радовался победе советских войск под Сталинградом.
Одна из последних статей Милюкова под названием «Правда о большевизме», написанная для одной из американских газет, была посвящена борьбе советских солдат против немецко-фашистских захватчиков. В этой же статье Милюков оппонирует Марку Вишняку в ответ на его цитату: «Русский народ проявляет сейчас чудеса храбрости не благодаря советскому режиму, а вопреки режиму», которая позже неоднократно упоминалась в российской прессе в разных вариантах как правило вырванная из контекста. Некоторые выдержки из этой статьи появились в газете «Русский патриот» (выпуск от 11 ноября 1944 года). Статья «Правда о большевизме» тайно распространялась во французском антифашистском подполье: под её влиянием многие русские эмигранты вступили в движение Сопротивления во Франции. По утверждению Р. Пайпса, на исходе своих дней Милюков считал, что советский режим поддерживается населением.
Скончался в Экс-ле-Бен, похоронен на местном кладбище. В 1954 году, после истечения срока аренды могилы, прах был перенесён в Париж, на кладбище Батиньоль, где похоронен рядом с А. С. Милюковой.

## Семья

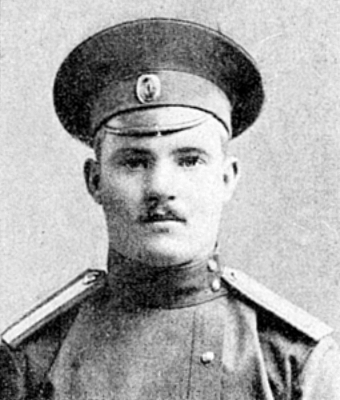
Сергей Милюков

Был женат дважды. Первая жена — Анна Сергеевна Смирнова (1861—1935, Париж), дочь ректора Московской духовной академии С. К. Смирнова. Их дети:
- Николай (1889—1957), в Первую мировую войну — поручик, летчик-наблюдатель 16-го корпусного авиационного отряда. Участник Белого движения на Юге России, в Добровольческой армии, ВСЮР и Русской армии — в 5-м авиационном отряде. Подполковник. В эмиграции во Франции[35];
- Сергей (1894—1915), был студентом Петроградского университета[36]. С началом Первой мировой войны окончил Одесское военное училище (1915), прапорщик 205-го пехотного Шемахинского полка, убит 11 июля 1915 года в бою у деревни Майдан-Островский[37];
- Наталья (1898—1921), умерла от дизентерии.

С 1935 года был женат вторым браком на Нине (Антонине) Васильевне, урождённой Григорьевой (в первом браке Лавровой), (1881—1959 или 1960).

## Труды

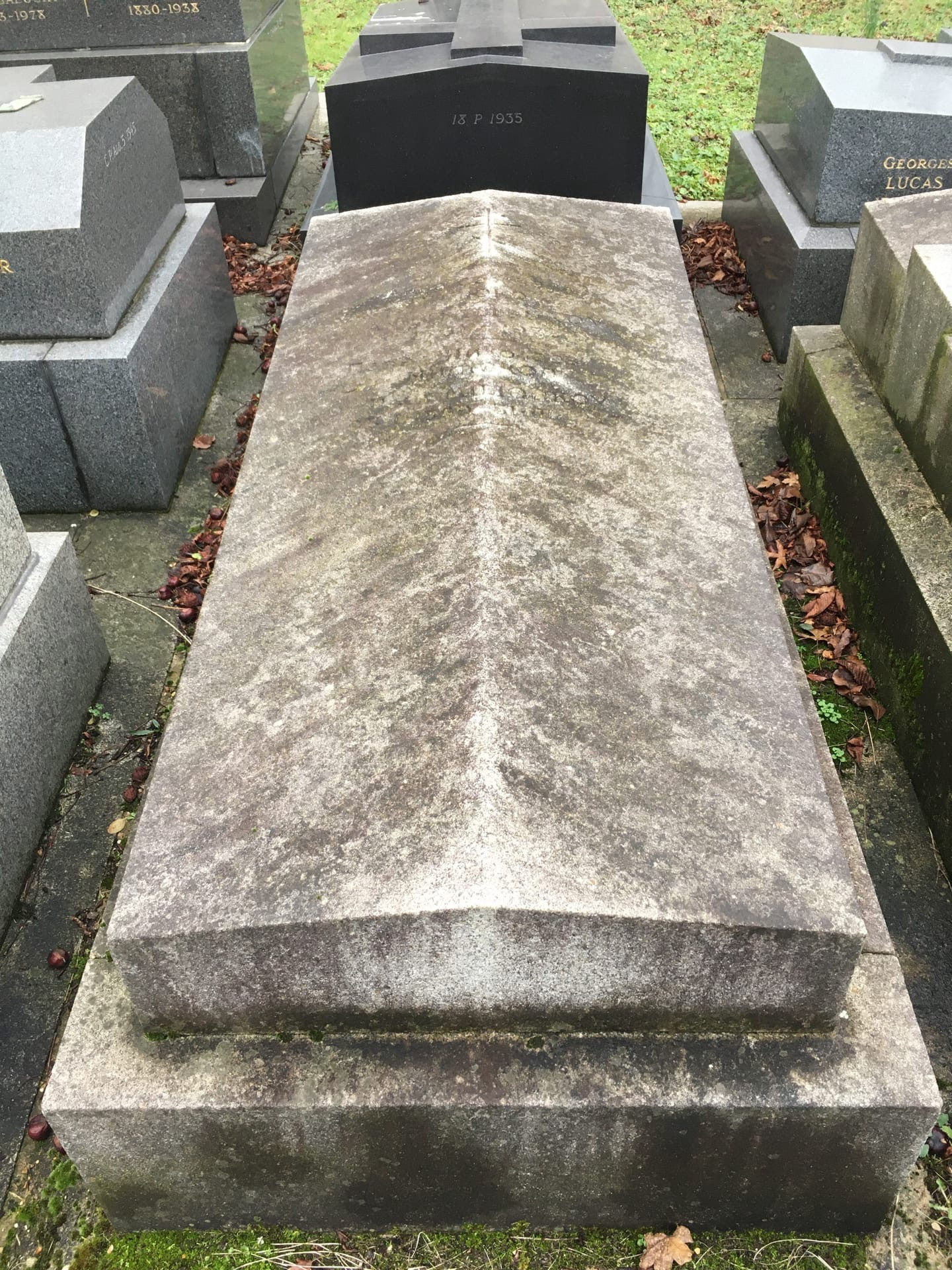
Могила П. Н. Милюкова и А. С. Милюковой. Кладбище Батиньоль, дивизион 30, ряд 13, могила № 6

- Государственное хозяйство России в первой четверти XVIII столетия и реформа Петра Великого. — СПб., 1892 (второе издание — СПб, 1905).
- Разложение славянофильства. Данилевский, Леонтьев. Вл. Соловьёв: [Публ. лекция, чит. 22 янв. 1893 г. в аудитории Ист. музея. — Москва: типо-лит. товарищества И. Н. Кушнерев и К°, 1893. — 53 с.
- Владельцы населённых имений в нескольких уездах Рязанской губернии по первой ревизии: (1722 г.). — Рязань: тип. Губ. правл., 1897. — [2], 7 с.: табл.
- Очерки по истории русской культуры (в 3 частях). — СПб.: Издание журнала «Мир Божий», 1896—1903, Юбилейное издание Париж, 1930—1937; Гаага, 1964. (переиздание — М., 1992—1993).
- Древнейшая разрядная книга официальной редакции. [СПб. : Имп. Общество истории и древностей рос. при Моск. университете, 1901].
- Из истории русской интеллигенции. Сборник статей и этюдов. — СПб., 1902.
- Верховники и шляхетство. — Ростов-на-Дону: «Донская речь» Н. Парамонова, 1905. — 74 с.
- Милюков П. Н. Год борьбы. Публицистическая хроника 1905-1906. — СПб.: Тип. товарищества "Общественная польза", 1907. — 584 с. Архивировано 4 марта 2016 года.
- Интеллигенция и историческая традиция // Интеллигенция в России. — СПб., 1910
- Демократизм и вторая палата. — Москва: Е. В. Кожевникова и Е. А. Коломийцева, 1905. — 27 с. — (Библиотека «Свободная Россия» / Под общ. ред. С. П. Мельгунова и П. М. Шестакова; № 5)
- Год борьбы: публицистическая хроника 1905—1906. — С.-Петербург: Типография товарищества «Общественная польза», 1907. — XVIII, 3—550 с. — (Библиотека «Общественной пользы»)
- Балканский кризис и политика А. П. Извольского: С прил. 2 карт и пересмотр. в 1909 г. текста турец. конституции. — Санкт-Петербург: тип. товарищества «Обществ. польза», 1910. — XIV, 404 с., 2 л. карт.
- Вооружённый мир и ограничение вооружений. — Санкт-Петербург: П.О.М., 1911. — 178, [1] с. — (Санкт-Петербургское общество мира; Вып. 1)
- Главные течения русской исторической мысли. — 3-е изд — Санкт-Петербург: издание М. В. Аверьянова, 1913. — XII, 342 с. НЭБ
- Почему и зачем мы воюем?: (Война, её происхождение, цель и последствия). — Петроград: Летушковская паровая книгопечатня «Свобода», 1917. — 59 с.
- История второй русской революции. София, 1921—1924 Вып. 1—3. (Переиздание — М., 2001; Минск, 2002).
- История второй русской революции. — София: Российско-болгарское книгоизд-во. T. 1, вып. 1: Противоречия революции. — 1921. — 248, [1] с.
- История второй русской революции. — София: Российско-болгарское книгоизд-во. T. 1, вып. 2: Корнилов или Ленин?. — 1921. — 291, [1] с.
- История второй русской революции. — София: Российско-болгарское книгоизд-во. T. 1, вып. 3: Агония власти. — 1923. — 307, [1] с.
- Три попытки (к истории русского лже-конституционализма). — Париж: [Тип. Франко-русская печать], 1921. — 87 с.
- Национальный вопрос (происхождение национальностей и национального вопроса в России). Берлин, 1925.
- Эмиграция на перепутье. — Париж: Издательство Респ.-дем. объед., 1926. — 136 с.
- Национальный вопрос: (Происхождение национальности и нац. вопросы в России). — Praha: Swobodnja Rossija, 1925. — 192 с. — (Библиотека издательства «Свободная Россия»)
- Россия на переломе: Большевистский период русской революции. — Париж: [б. и.], 1927. — Т. 1: Происхождение и укрепление большевистской диктатуры. — 400 с., [1] л. карт.
- Россия на переломе: Большевистский период русской революции. — Париж: [б. и.], 1927. — Т . 2: Антибольшевистское движение. — 281 с., [2] л. карт.
- Республика или монархия? — [Б. м.]: Издание Республиканско-демократического объединения, 1929. — 31 с.
- Н. И. Тургенев в Лондоне. — Париж: Общество друзей рус. книги, 1932. — [18] с.
- Живой Пушкин (1837—1937): Истор. биогр. очерк. — 2-е изд., испр. и доп. — Париж: [б. и.], 1937. — 140 с., [1] л. портр.
- Воспоминания (1859—1917). В 2 т. — Нью-Йорк, 1955 (переиздание — М., 1990, 1991, 2002).
- Милюков П. Н. Воспоминания. — М.: Политиздат, 1991. — 528 с. ISBN 5-250-01473-9
- Очерки истории исторической науки. — М., 2002.
- Речь П. Н. Милюкова на заседании Государственной думы
- О выезде из России Николая II 1 // «Последние Новости». 08.09.1921
- Война и вторая революция Пять дней революции (27 февраля — 3 марта)
- Покушение П Н Шабельского-Борк и С Таборицкого на П Н Милюкова в Берлине
- Древнейшая Разрядная книга официальной редакции (по 1565 г.). — Москва: Унив. тип., 1901. — 323 с.
- Лекции по «Введению в курс Русской истории», читанные на Историко-филологическом факультете Московского университета в 1894—1895 акад. году прив.доцентом П. Н. Милюковым. — Москва: б.и., 1895. — 682 с.
- М. М. Винавер и русская общественность начала XX века: Сб. ст. П. Н. Милюкова, В. А. Маклакова, кн. В. А. Оболенского [и др.] — Париж, [1937]. — 222 с.
- Непроизнесённая речь: Ст. чл. Гос. думы от г. Петербурга П. Н. Милюкова
- Официальные и частные редакции древнейшей разрядной книги // ЧОИДР. 1887. Кн. 2.
- Русская историография: Лекции, чит. пр.-доц. П. Н. Милюковым в 1-м полугодии 1886/7 ак. г. в Моск. университете
- Где был город Бездеж? / П. Н. Милюков // Труды императорского Московского археологического общества. — Т. XIII. Вып. I. — М.: «тип. А. И. Мамонтова и К˚», 1889. — С. 124—128.
- VIII Археологический съезд в Москве
- Спорные вопросы финансовой истории Московского государства : Рец. на соч. А. С. Лаппо-Данилевского: Организация прямого обложения в Московском государстве
- Владельцы населённых имений в нескольких уездах Рязанской губернии по первой ревизии
- Демократизм и вторая палата. — М.: Издание Е. В. Кожевниковой и Е. А. Коломейцевой, 1905. — 27 с.
- «Исконные начала» и «требования жизни» в русском государственном строе. — Ростов-на-Дону: Н. Е. Парамонов «Донская речь», ценз. 1905.
- Как прошли выборы во 2-ю Государственную думу: Со вступ. ст. и заключ. проф. П. Н. Милюкова / Составитель Алексей Смирнов
- Вторая дума: Публицист. хроника 1907 г.: 2-е продолж. сб. «Год борьбы»
- К финляндскому вопросу: Ст. по поводу речи чл. Гос. думы П. Н. Милюкова 13 мая 1908 г. при рассмотрении запросов по Финлянд. упр. / Э. Н. Берендтс
- Третья государственная дума и деятельность в ней фракции Народной свободы : (По докл. С.-Петерб. деп. П. Н. Милюкова собр. избирателей на Васильев. острове и Петерб. стороне)
- Последняя речь П. Н. Милюкова в заседании Государственной думы 1 ноября 1916 года : (Стеногр. отчёты стр. 35—48)
- Речь П. Н. Милюкова, произнесённая в заседании Гос. Думы 1-го ноября 1916 года Москва : Нар. право, 1917
- Россия в плену у Циммервальда: две речи / П. Н. Милюков; Партия нар. свободы. — [М.: Тип. товарищества Рябушинских, 1917]. — 39 с.
- Энциклопедия русской православной культуры